# Cyril Alden
Cyril Albert Alden (ur. 6 listopada 1887 w Bermondsey w Londynie, zm. 25 czerwca 1965 w Shipdham) – brytyjski kolarz torowy, trzykrotny medalista olimpijski.

## Kariera
Pierwsze sukcesy w karierze Cyril Alden osiągnął w 1920 roku, kiedy zdobył dwa medale podczas igrzysk olimpijskich w Antwerpii. W wyścigu na 50 km zdobył srebrny medal, przegrywając tylko z Henrym George’em z Belgii. Ponadto wspólnie Albertem White’em, Thomasem Johnsonem i Jockiem Stewartem zajął drugie miejsce w drużynowym wyścigu na dochodzenie. Na tych samych igrzyskach w parze ze Stewartem zajął czwarte miejsce w wyścigu tandemów, przegrywając walkę o brąz z Holendrami: Pietem Ikelaarem i Fransem de Vrengiem. Na rozgrywanych cztery lata później igrzyskach olimpijskich w Paryżu ponownie był drugi w wyścigu na 50 km, za Ko Willemsem z Holandii, a przed swym rodakiem Harrym Wyldem. Nigdy nie zdobył medalu na torowych mistrzostwach świata.